# Pedro Fernandes de Queirós
Pedro Fernandes de Queirós (spansk: Pedro Fernández de Quirós) (1563–1614) var en portugisisk navigatør og opdagelsesrejsende i spansk tjeneste. Han er bedst kendt for flere spanske opdagelsesrejer i Stillehavet, især ekspeditionen i 1595–1596 med Álvaro de Mendaña y Neira og ekspeditionen i 1605–1606, der krydsede Stillehavet i søgen efter Terra Australis.

## Tidlige liv
Queirós (eller Quirós som han underskrev sig) blev født i Évora, Portugal i 1563. Da de portugisiske og spanske monarkier var blevet forenet under den spanske konge i 1580 (personalunionen mellem Spanien og Portugal varede helt til 1640), gik Queirós i spansk tjeneste som ung og blev en erfaren søfarer og navigatør.
I april 1595 sejlede han med Álvaro de Mendaña y Neira, der skulle kolonialisere Salomonøerne, som lods, da han formentligt havde flere års erfaring med at sejle på den amerikanske stillehavskyst. Ekspeditionen sejlede fra Callao i Peru og nåede til Marquesasøerne i juli og Salomonøerne 8. september 1595. Mendañas døde dog allerede i oktober 1595 af en sygdom, der plagede store dele af besætningen. Sygdommen og konflikter med de indfødte, gjorde at Queirós, der havde fået kommandoen, besluttede at opgive kolonien. Med ekspeditionens eneste tilbageværende skib og en syg og udhungret besætning nåede han til Filippinerne februar 1596. Kun 100 ud af de oprindeligt 378, der sejlede ud fra Peru, var tilbage og yderligere 10 døde kort efter ankomsten.

## Jagten på Terra Australis
Queirós opholdt sig 18 måneder i Filippinerne, men vendte tilbage til Spanien i 1598 via Mexico. I Spanien søgte han støtte hos kong Filip 3. til en ny rejse til Stillehavet for at lede efter sydkontinentet. Som stærkt troende katolik besøgte Queirós også Rom i 1600-1602, hvor han fik støtte fra pave Clemens 8. til yderligere opdagelsesrejser. Han imponerede den spanske ambassadør i Rom, Hertugen af Sesa, som beskrev ham som en mand med "god dømmekraft, erfaren i sin profession, hårdtarbejdende, afdæmpet og objektiv.”  Da han var i Rom skrev Queirós også en afhandling om navigation i et brev til kongen, som yderligere udbyggede hans ry som navigatør. Han opfandt også to instrumenter til navigation.
I marts 1603 fik Queirós endelig tilladelse til at rejse til Peru og organisere en ekspedition, der skulle finde Terra Australis, det mytiske sydkontinent, og gøre krav på det på vegne af Spanien og den katolske kirke. Queirós blev forsinket af et forlis i Vestindien, men nåede til Peru i marts 1605. Queirós ekspedition med 160 mænd på tre skibe, San Pedro y San Pablo (150 tons), San Pedro (120 tons) og det lille skib Los Tres Reyes stod ud fra Callao 21. december 1605.
I januar 1606 nåede ekspeditionen til Henderson Island og Ducie Island, derefter Rakahanga (Northern Cook Islands) og Buen Viaje Islands (Butaritari og Makin) i den nuværende østat Kiribati. Det er muligt, at ekspeditionen også har haft Tahiti og andre øer i  Tuamotu-arkipelaget i sigte. Queirós ville også have opdaget New Zealand, hvis han ikke havde ændret sin oprindelige rejseplan.
I maj 1606 nåede ekspeditionen de øer, som senere blev Ny Hebriderne, men i dag er kendt som Vanuatu. Queirós gik i land på en stor ø, som han troede var en del af det sydlige kontinent, og navngav den Australia del Espíritu Santo. I hans trykte erindringer, vigtigst i den 8. (som blev udgivet i Italien, Nederlandene, Frankrig, Tyskland og England), blev det ændret til Austrialia del Espíritu Santo (Helligåndens Austrialianske Land), et ordspil på Austria (Østrig) til ære for Filip 3, som hørte til det Habsburgske dynasti, der stammede fra Østrig. Øen kaldes stadig Espiritu Santo. Han ønskede at grundlægge en ny koloni på stedet, som skulle hedde Nova Jerusalem.
Queirós' religiøsitet kom til udtryk, da han grundlagde en ny ridderorden, Ridderne af Helligånden, som skulle forsvare den nye koloni. I løbet af få uger blev kolonien dog opgivet på grund af konflikter med de indfødte og uoverensstemmelser i besætningen.
Efter seks uger stod Queirós' skibe igen til søs for at undersøge kystlinjen. Natten til den 11. juni 1606, blev Queirós med skibet San Pedro y San Pablo adskilt fra de andre skibe i dårligt vejr og var ude af stand til (eller det var, hvad han senere sagde) at sejle tilbage til Espiritu Santo. Sandsynligvis gjorde besætningen mytteri, da det dårlige vejr gav dem muligheden. Kaptajnen på San Pedro y San Pablo, Diego de Prado, kendte til besætningens planer, og havde sørget for, sammen med ekspeditionens læge, at blive forflyttet til San Pedro. Queirós' skib, med Queirós lukket inde i sin kahyt, sejlede derpå til Acapulco i Mexico, hvor det nåede frem november 1606. Diego de Prado skrev en beretning om rejsen, hvor han var meget kritisk over for Queirós og angav mytteri og dårligt lederskab, som årsag til at skibet forsvandt.
Hans næstkommanderende, Luis Váez de Torres, ledte forgæves efter Queirós i to uger, før han forlod  Espiritu Santo. Torres nåede til Manila, centrum for Spansk Ostindien, maj 1607, efter han havde kortlagt sydkysten af New Guinea på vejen. Dermed sejlede han også igennem det stræde mellem Australien og New Guinea, der bærer hans navn. Han var dog uvidende om, hvor tæt han var på det australske fastland.

## Senere liv
Pedro Fernandes de Quirós vendte tilbage til Madrid i 1607. Han blev anset for at være en særling og levede de næste 7 år i fattigdom. Han skrev adskillige beretninger om sin rejse og sendte mindst 65 breve til Kong Filip 3. for at få finansieret en ny rejse. Han blev til sidst sendt til Peru med brev fra kongen, men denne havde dog ikke for alvor til hensigt af finansiere en ny ekspedition, da det kongelige råd ikke mente, Spanien havde råd til at investere i nye opdagelser i Stillehavet. Queirós døde på vejen, i Panama, i 1614. Han havde giftet sig med Doña Ana Chacon de Miranda fra Madrid i 1589, og parret fik en søn og en datter. Hans søn Lucas de Quirós, som deltog i ekspeditionen i 1605-1606, blev adlet til kongelig Alférez og blev en anerkendt kosmograf i Lima.

## Beretninger om Queirós' rejse
Der er flere dokumenter. der beskriver Queirós' og Torres' rejser, som findes i dag. De vigtigste er
- Queirós' mange breve til Kong Filip 3. om rejsen,[15]
- Torres' brev til kongen 12. juli 1607,[16]
- Diego de Prados beretning[17] og fire kort over New Guinea,[18]
- Juan Luis Arias de Loyolas brev til Kong Filip 4. (skrevet omkring 1630 og baseret på diskussioner mellem Queirós og Loyola).[19]

Den første engelske oversættelse af et af Queirós breve er formodentlig fra 1617, Terra Australis Incognita eller A New Southerne Discoverie. En kort beskrivelse af Queirós’ rejse og opdagelser blev udgivet på engelsk af Samuel Purchas i 1625 i Haklvytvs posthumus eller Pvrchas his Pilgrimes, vol. iv, p. 1422-1432. Denne beretning synes også at være baseret på et af Queirós breve til kongen.
På et tidspunkt mellem 1762 og 1765 læste den British Admiralty Hydrographer Alexander Dalrymple om Queirós' ekspedition. Dalrymple lavede en kortskitse, som omfattede Queirós' og Torres' rejser til Joseph Banks, som uden tvivl overgav den information til James Cook.

## Teorien om at Queirós opdagede Australien
I det 19. århundrede hævdede en gruppe australske katolikker, at Queirós havde opdaget Australien før protestanterne Willem Janszoon, Abel Tasman og James Cook. Den katolske ærkebiskop i Sydney fra 1884 til 1911, Patrick Francis Moran, fastslog det som værende sandheden, og det blev undervist i katolske skoler i mange år. Han hævdede, at det virkelige sted for Queirós' Nova Jerusalem var nær Gladstone i Queensland, på baggrund af Queirós' beskrivelse af det land, han havde opdaget, så som at det i længden svarede til Europa og Lilleasien helt til det Kaspiske Hav og Persien med alle øerne i Middelhavet og det hav, der omslutter Europa, inklusiv de to øer England og Ireland.